# 萨尔瓦铁拉德洛斯瓦罗斯
萨尔瓦铁拉德洛斯瓦罗斯，是西班牙埃斯特雷马杜拉巴达霍斯省的一个市镇。总面积75平方公里，2001年普查人口總數為1896人，人口密度為每平方公里25人。